# Anna Mrozińska
Anna Mrozińska (ur. 25 listopada 1985 w Gdyni) – polska gimnastyczka, olimpijka z Aten 2004.
Uczestnika mistrzostw świata w:
- 2003 roku zajęła 10. miejsce w konkurencji układów zbiorowych[1].

Na igrzyskach olimpijskich w roku 2004 wystąpiła w wieloboju drużynowym zajmując 10. miejsce.
W grudniu 2006 roku zakończyła karierę zawodniczą.